# (1609) Brenda
(1609) Brenda – planetoida z grupy pasa głównego asteroid okrążająca Słońce w ciągu 4 lat i 56 dni w średniej odległości 2,58 au. Została odkryta 10 lipca 1951 roku w Union Observatory w Johannesburgu przez Ernesta Johnsona. Nazwa planetoidy pochodzi od imienia córki odkrywcy. Przed nadaniem nazwy planetoida nosiła oznaczenie tymczasowe (1609) 1951 NL.